# Des Moines Township (Missouri)
Des Moines Township est un ancien township  du comté de Clark dans le Missouri, aux États-Unis,. Il est baptisé en référence à la rivière Des Moines.

## Source de la traduction
- (en) Cet article est partiellement ou en totalité issu de l’article de Wikipédia en anglais intitulé « Des Moines Township, Clark County, Missouri » (voir la liste des auteurs).